# Смертная казнь в Ватикане
Смертная казнь в Ватикане была официально узаконена в 1929—1969 годах в качестве наказания за попытку покушения на папу; однако, за это время данное наказание ни разу не применялось. Смертная казнь, однако, неоднократно применялась Святым Престолом в более раннее время (во время существования Папской области).

## Исторический фон
Смертная казнь в католицизме находила поддержку ещё у самых ранних теологов. Так, Амвросий Медиоланский одобрял вынесение и даже приведение в действие смертного приговора; Блаженный Августин отвечал на возражения по поводу смертной казни, проистекающие из шестой заповеди «Не убий», в своём сочинении «О граде Божьем». В частности, Августин аргументирует следующим образом: «Поскольку средством власти является лишь меч в руке Господа, она [смертная казнь] ничуть не противоречит заповеди „Не убий“ для представителей государственной власти при приговорении преступников к смерти». Фома Аквинский и Иоанн Дунс Скот также утверждали, что светские власти могут приводить в исполнение смертный приговор, предписанный Священным писанием.
Папа Иннокентий III требовал от Петра Вальдо и вальденсов принять тезис о том, что «светские власти могут без смертного греха применять кровавую кару при условии справедливости наказания, без ненависти, с благоразумием, без опрометчивости» в качестве средства для примирения с церковью. В средние века и до Нового времени Инквизиция была уполномочена Святым Престолом предавать еретиков светским властям для казни, а Папская область приводила в исполнение смертные приговоры за ряд правонарушений.
Римский Катехизис (1566) утвердил учение о том, что Бог наделил гражданские власти полномочиями над жизнью и смертью. Учителя Церкви Роберто Беллармин и Альфонсо Лигуори, равно как и многие последующие теологи (такие как Франсиско де Витория, Томас Мор и Франсиско Суарес) продолжали эту традицию.

## Принятие закона
Латеранские соглашения 1929 года копировали соответствующее положение итальянского права (в отношении попытки к покушению на Короля Италии); тем самым смертная казнь полагалась всякому, кто покушался на жизнь Папы внутри Ватикана. Восьмая статья Латеранских соглашений гласила:
Принимая во внимание тот факт, что личность Папы Римского является священной и неприкосновенной, Италия объявляет любое покушение против Его личности или любое подстрекательство к выполнению подобного покушения наказуемым теми же взысканиями, как и любые подобные покушения и подстрекательства к выполнению того же в отношении личности Короля.

Любые правонарушения или публичные оскорбления, совершённые на территории Италии в отношении личности Папы, в форме речей, действий или письменных произведений, должны наказываться так же, как и правонарушения или оскорбления в отношении личности Короля.
За то время, пока данный закон был в действии, в отношении папы на территории Ватикана не было осуществлено ни одной попытки покушения, в связи с чем данная мера ни разу не применялась.

## Отмена
Папа Павел VI изъял смертную казнь из законодательных актов Ватикана в 1969 году наряду с другими изменениями, осуществлёнными через четыре года после закрытия Второго Ватиканского собора. Данные изменения были официально обнародованы в августе 1969 года в выпуске ватиканского издания Gazette (на латинском языке).